# Pleurosauridae
Famille
Genres de rang inférieur
- † Palaeopleurosaurus Carroll, 1985
- † Pleurosaurus Meyer, 1831

Les Pleurosauridae (ou pleurosauridés en français), forment une famille éteinte de reptiles rhynchocéphales aquatiques.
Ils ont vécu au cours du Jurassique depuis le Toarcien jusqu'à la fin du Tithonien, soit il y a environ entre 183 et 145 Ma (millions d'années).
Les restes fossiles de pleusosauridés sont connus en France (principalement dans les gisements de Cerin dans l'Ain et dans le Lagerstätte de Canjuers dans le Var) et en Bavière dans les séries du Toarcien et dans les calcaires de Solnhofen.

## Description

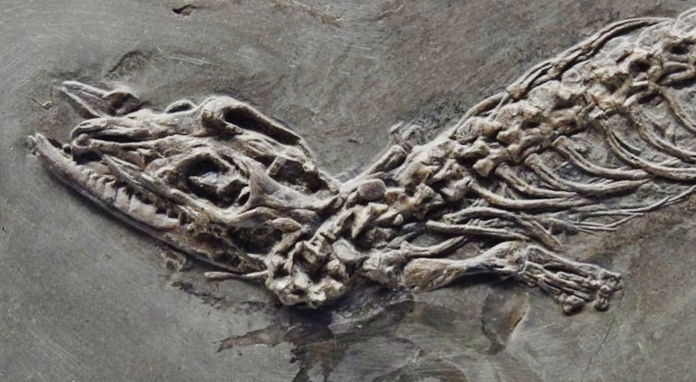
Squelette d'un pleurosauridé : Palaeopleurosaurus posidoniae du Toarcien de Bavière, au Musée d'Histoire naturelle de Stuttgart.

Il s'agissait d'animaux aquatiques pourvus de membres et d'une queue plate adaptés à la nage. Leur dentition indique un régime piscivore.